# Loenen

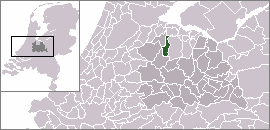
position i Utrecht

Loenen är en historisk kommun i provinsen Utrecht i Nederländerna. Kommunens totala area är 27,32 km² (där 2,32 km² är vatten) och invånarantalet är på 8 314 invånare (2005).